# اکاترینا براتکو
اکاترینا براتکو (روسی: Екатерина Васильевна Братко؛ زادهٔ ۱۷ نوامبر ۱۹۹۳) بازیکن فوتبال اهل روسیه است.
وی همچنین در تیم ملی فوتبال زنان روسیه بازی کرده‌است.